# Croatia Open Umag 2015
Croatia Open Umag 2015, ofociálním názvem Konzum Croatia Open Umag 2015, byl tenisový turnaj pořádaný jako součást mužského okruhu ATP World Tour, který se hrál na otevřených antukových dvorcích Mezinárodního tenisového centra. Konal se mezi 20. až 26. červencem 2015 v chorvatském Umagu jako 26. ročník turnaje.
Turnaj s rozpočtem 494 310 eur patřil do kategorie ATP World Tour 250. Nejvýše nasazeným hráčem ve dvouhře se stal sedmnáctý hráč světa Gaël Monfils z Francie, který v semifinále podlehl pozdějšímu rakouskému vítězi Dominicu Thiemovi. Deblovou soutěž ovládla argentinsko-brazislká dvojice Máximo González a André Sá.

## Rozdělení bodů a finančních odměn

### Rozdělení bodů
| Soutěž       | vítězové | finalisté | semifinalisté | čtvrtfinalisté | 16 v kole | 32 v kole | Q  | Q3 | Q2 | Q1 |
| ------------ | -------- | --------- | ------------- | -------------- | --------- | --------- | -- | -- | -- | -- |
| dvouhra mužů | 250      | 150       | 90            | 45             | 20        | 0         | 12 | 6  | 0  | 0  |
| čtyřhra mužů | 250      | 150       | 90            | 45             | 0         |           |    |    |    |    |

### Finanční odměny
| Soutěž                              | vítězové | finalisté | semifinalisté | čtvrtfinalisté | 16 v kole | 32 v kole | Q3   | Q2   | Q1 |
| ----------------------------------- | -------- | --------- | ------------- | -------------- | --------- | --------- | ---- | ---- | -- |
| dvouhra                             | €80 000  | €42 100   | €22 800       | €12 990        | €7 655    | €4 535    | €730 | €350 | —  |
| čtyřhra                             | €24 280  | €12 760   | €6 920        | €3 960         | €2 320    | —         | —    | —    | —  |
| částka ve čtyřhře je uvedena na pár |          |           |               |                |           |           |      |      |    |

## Mužská dvouhra

### Nasazení
| Stát                             | Hráč                  | ATP | Nasazení |
| -------------------------------- | --------------------- | --- | -------- |
| Francie                          | Gaël Monfils          | 17. | 1.       |
| Španělsko                        | Roberto Bautista Agut | 23. | 2.       |
| Itálie                           | Andreas Seppi         | 26. | 3.       |
| Rakousko                         | Dominic Thiem         | 28. | 4.       |
| Itálie                           | Fabio Fognini         | 33. | 5.       |
| Německo                          | Philipp Kohlschreiber | 34. | 6.       |
| Chorvatsko                       | Borna Ćorić           | 37. | 7.       |
| Slovensko                        | Martin Kližan         | 38. | 8.       |
| Žebříček ATP k 13. červenci 2015 |                       |     |          |

### Jiné formy účasti
Následující hráči obdrželi divokou kartu do hlavní soutěže:
- Toni Androić
- Mate Delić
- Andrej Rubljov

Následující hráči postoupili z kvalifikace:
- Laslo Djere
- Thomas Fabbiano
- Matteo Trevisan
- Bastian Trinker

### Odhlášení
před zahájením turnaje
- Pablo Andújar → nahradil jej Damir Džumhur

## Mužská čtyřhra

### Nasazení
| Stát                                                                        | Hráč                | Stát      | Hráč               | ATP  | Nasazení |
| --------------------------------------------------------------------------- | ------------------- | --------- | ------------------ | ---- | -------- |
| Chorvatsko                                                                  | Marin Draganja      | Finsko    | Henri Kontinen     | 60.  | 1.       |
| Spojené království                                                          | Dominic Inglot      | Německo   | Philipp Petzschner | 95.  | 2.       |
| Polsko                                                                      | Mariusz Fyrstenberg | Mexiko    | Santiago González  | 98.  | 3.       |
| Španělsko                                                                   | Pablo Carreño Busta | Španělsko | Marcel Granollers  | 104. | 4.       |
| Žebříček ATP k 13. červenci 2015; číslo je součtem umístění obou členů páru |                     |           |                    |      |          |

### Jiné formy účasti
Následující páry obdržely divokou kartu do hlavní soutěže:
- Paterne Mamata /  Gaël Monfils
- Dino Marcan /  Antonio Šančić

## Přehled finále

### Mužská dvouhra
- Dominic Thiem vs.  João Sousa, 6–4, 6–1

### Mužská čtyřhra
- Máximo González /  André Sá vs.  Mariusz Fyrstenberg /  Santiago González, 4–6, 6–3, [10–5]